# Diocesi di Vasada
La diocesi di Vasada (in latino Dioecesis Vasadensis) è una sede soppressa del patriarcato di Costantinopoli e una sede titolare della Chiesa cattolica.

## Storia
Vasada, identificabile con Bostandere nel distretto di Seydişehir in Turchia, è un'antica sede episcopale della provincia romana della Licaonia nella diocesi civile di Asia. Faceva parte del patriarcato di Costantinopoli ed era suffraganea dell'arcidiocesi di Iconio.
La diocesi, nota come Ouasada o Basada, è documentata nelle Notitiae Episcopatuum del patriarcato di Costantinopoli fino al XII secolo.
Diversi sono i vescovi noti di questa antica sede episcopale. Il primo è Teodoro, che prese parte al concilio di Nicea del 325; per un errore nella tradizione manoscritta, il suo nome appare sia tra i vescovi di Isauria, sia tra quelli di Pisidia. Si deve ricordare che la Licaonia fu eretta a provincia romana solo verso il 371.
Una lettera di san Basilio, scritta verso il 374/375 al metropolita Anfilochio di Iconio, menziona il vescovo Severo, la cui sede di appartenenza è tuttavia incerta: secondo Le Quien questi fu vescovo di Vasada, per altri autori invece apparteneva alla diocesi di Mistia.
Al concilio di Calcedonia del 451 il vescovo Olimpio non fu presente; nella solenne sessione del 25 ottobre, in presenza dell'imperatore Marciano, è rappresentato dal metropolita Onesiforo di Iconio, che sottoscrisse al suo posto la definizione di fede.
Gorgonio sottoscrisse la petizione inviata dal sinodo di Costantinopoli, il 20 luglio 518, al patriarca Giovanni perché rompesse le sue relazioni con Severo di Antiochia e ristabilisse la fede di Calcedonia. A causa di una cattiva tradizione manoscritta, è incerta l'attribuzione della sede del vescovo Gorgonio, che alcuni autori attribuiscono a Vasada in Licaonia, altri a Enoanda in Licia.
Conone partecipò al concilio in Trullo del 692. Infine al concilio di Costantinopoli dell'879-880, che riabilitò Fozio, troviamo, secondo Michel Le Quien, due vescovi, Niceforo e Nicola, che sostenevano i due patriarchi in competizione fra loro, Fozio e Ignazio I.
Dal 1929 Vasada è annoverata tra le sedi vescovili titolari della Chiesa cattolica; la sede è vacante dal 4 maggio 1980. Unici suoi titolari sono stati: Joseph James Byrne, vicario apostolico di Kilima-Njaro, oggi diocesi di Moshi, e Johann Wember, vicario apostolico della Norvegia Settentrionale, oggi prelatura territoriale di Tromsø.

## Cronotassi

### Vescovi greci
- Teodoro † (menzionato nel 325)
- Severo ? † (menzionato nel 374/375)
- Olimpio † (menzionato nel 451)
- Gorgonio ? † (menzionato nel 518)
- Conone † (menzionato nel 692)
- Niceforo † (menzionato nell'879)
- Nicola † (menzionato nell'879)

### Vescovi titolari
- Joseph James Byrne, C.S.Sp. † (29 novembre 1932 - 25 marzo 1953 nominato vescovo di Moshi)
- Johann Wember, M.S.F. † (18 febbraio 1955 - 4 maggio 1980 deceduto)